# France aux Jeux olympiques d'hiver de 1976
L'équipe de France a participé aux Jeux olympiques d'hiver de 1976 à Innsbruck en Autriche. Elle était représentée par 35 athlètes (29 hommes et 6 femmes).
Elle a remporté une médaille, se situant à la 16e place des nations au tableau des médailles.

## Bilan général
| Place | Sport     | Médaille d'or, Jeux olympiques | Médaille d'argent, Jeux olympiques | Médaille de bronze, Jeux olympiques | Total |
| ----- | --------- | ------------------------------ | ---------------------------------- | ----------------------------------- | ----- |
| 1     | Ski alpin | 0                              | 0                                  | 1                                   | 1     |
| Total | Total     | 0                              | 0                                  | 1                                   | 1     |

## Liste des médaillés français

### Médailles d'or
| Sport              | Discipline | Sportifs | Performance |
| Médailles d'or : 0 |            |          |             |

### Médailles d'argent
| Sport                  | Discipline | Sportifs | Performance |
| Médailles d'argent : 0 |            |          |             |

### Médailles de bronze
| Sport                   | Discipline       | Sportifs          | Performance |
| Médailles de bronze : 1 |                  |                   |             |
| Ski alpin               | Slalom géant (F) | Danièle Debernard |             |